# エドウィン・ロサリオ
エドウィン・ロサリオ（Edwin Rosario、1963年3月15日 - 1997年12月1日）は、プエルトリコの男性プロボクサー。トア・バハ出身。元WBC・WBA世界ライト級王者。元WBA世界ジュニアウェルター級王者。世界2階級制覇王者。

## 来歴
1979年、ドミニカ共和国でプロデビュー。
1983年5月1日、22戦目で世界王座初挑戦。WBC世界ライト級王座決定戦でホセ・ルイス・ラミレスと対戦し、12回判定勝ちで無敗のまま世界王座を獲得した。同王座は2度の防衛に成功した。
1984年11月3日、3度目の防衛戦でラミレスと再戦し、4回TKO負けで王座から陥落した。
1986年6月13日、WBC世界ライト級王者ヘクター・カマチョに挑戦し、12回判定負けで王座返り咲きならず。
1986年9月26日、WBA世界ライト級王者リビングストン・ブランブルに挑戦し、2回KO勝ちで王座を獲得した。同王座はファン・ナサリオ相手に1度の防衛に成功した。
1987年11月21日、2度目の防衛戦でフリオ・セサール・チャベスと対戦し、11回TKO負けで王座から陥落した。
1989年7月9日、WBA世界ライト級王座決定戦でアンソニー・ジョーンズと対戦し、6回TKO勝ちで王座に返り咲いた。
1990年4月4日、初防衛戦でファン・ナサリオと2年8か月ぶりに再戦し、8回終了時TKO負けで王座から陥落した。
1991年6月14日、1階級上のWBA世界ジュニアウェルター級王者ロレト・ガルサに挑戦し、3回TKO勝ちで2階級制覇に成功した。
1992年4月10日、メキシコシティで行われた初防衛戦で平仲明信と対戦し、初回1分32秒TKO負けで王座から陥落した。
1993年1月30日、フランキー・ランドールと7年7か月ぶりに再戦し、7回TKO負け。この試合を最後にブランクを作った。
1997年5月22日に4年4か月ぶりの復帰戦を行い、復帰戦を含め5か月連続で試合を行う。
1997年12月1日、別れた妻と子供の住む家を訪れるが、気分が悪いとして1時間ほどで滞在を切り上げ、両親と暮らす自宅に帰宅する。翌日父親がベッドの上で死んでいるロサリオを見つける。検死の結果、死因は動脈瘤であり麻薬とアルコール中毒が原因とされた。34歳没。

## 獲得タイトル
- WBC世界ライト級王座（防衛2度）
- WBA世界ライト級王座（防衛1度）
- WBA世界ライト級王座（防衛0度）
- WBA世界ジュニアウェルター級王座（防衛0度）